# Ruben Bleyendaal
Ruben Bleyendaal (14 de abril de 1981) es un deportista neerlandés que compitió en tiro con arco, en la modalidad de arco compuesto.
Ganó dos medallas en el Campeonato Europeo de Tiro con Arco al Aire Libre, en los años 2012 y 2014, y cuatro medallas en el Campeonato Europeo de Tiro con Arco en Sala entre los años 2011 y 2015.

## Palmarés internacional
| Campeonato Europeo al Aire Libre | Campeonato Europeo al Aire Libre | Campeonato Europeo al Aire Libre | Campeonato Europeo al Aire Libre |
| Año                              | Lugar                            | Medalla                          | Prueba                           |
| -------------------------------- | -------------------------------- | -------------------------------- | -------------------------------- |
| 2012                             | Ámsterdam (Países Bajos)         | Medalla de bronce                | Equipo                           |
| 2014                             | Echmiadzin (Armenia)             | Medalla de oro                   | Equipo                           |
| Campeonato Europeo en Sala       |                                  |                                  |                                  |
| Año                              | Lugar                            | Medalla                          | Prueba                           |
| 2011                             | Cambrils (España)                | Medalla de oro                   | Individual                       |
| 2011                             | Cambrils (España)                | Medalla de plata                 | Equipo                           |
| 2013                             | Rzeszów (Polonia)                | Medalla de oro                   | Equipo                           |
| 2015                             | Koper (Eslovenia)                | Medalla de oro                   | Equipo                           |